# George Tupou I
George Tupou I (Kahoua, 4 dicembre 1797 – Nukuʻalofa, 18 febbraio 1893) fu il fondatore della Dinastia Tupou, che ancora oggi regna sulle isole Tonga.

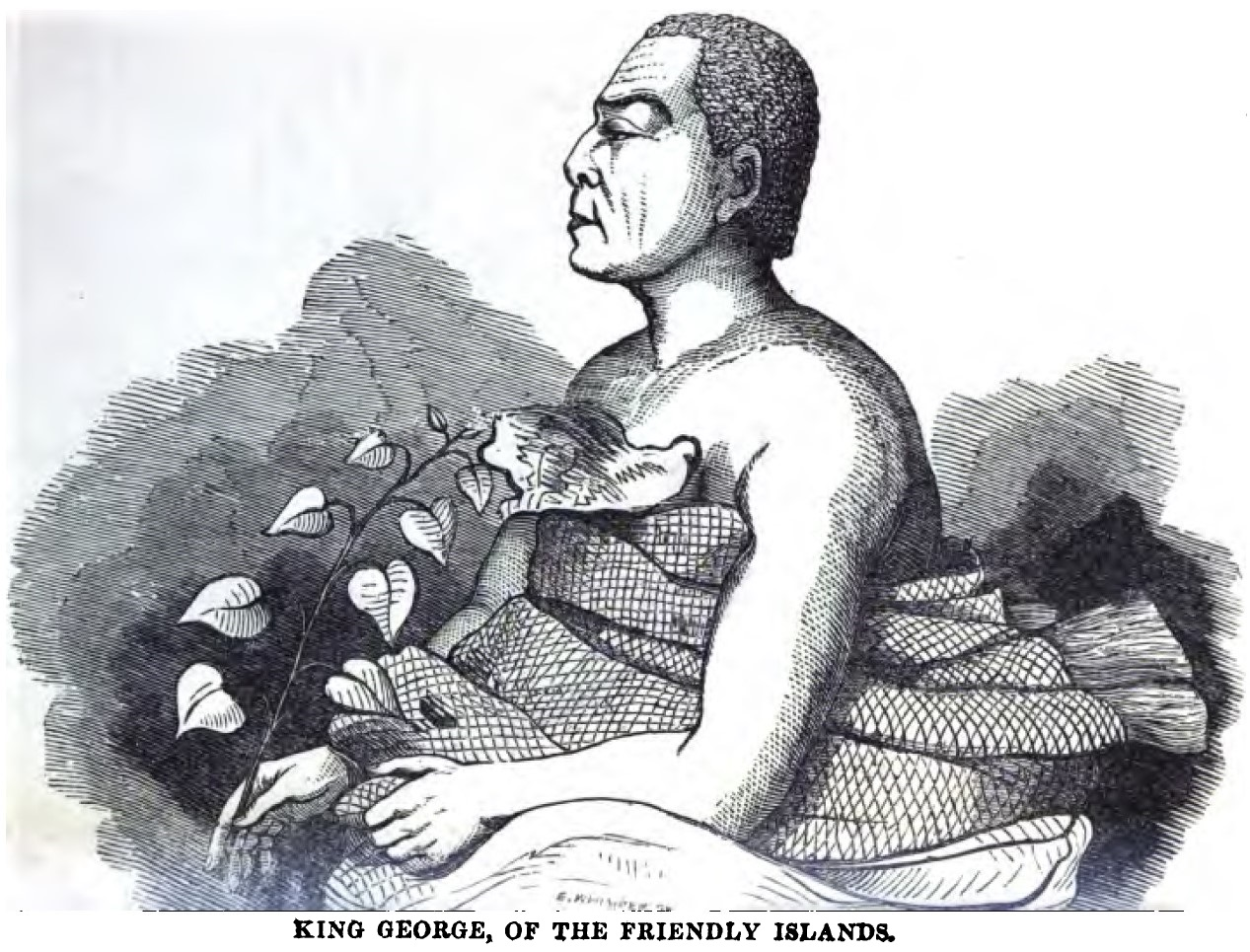
King George, of the Friendly Islands (1852)

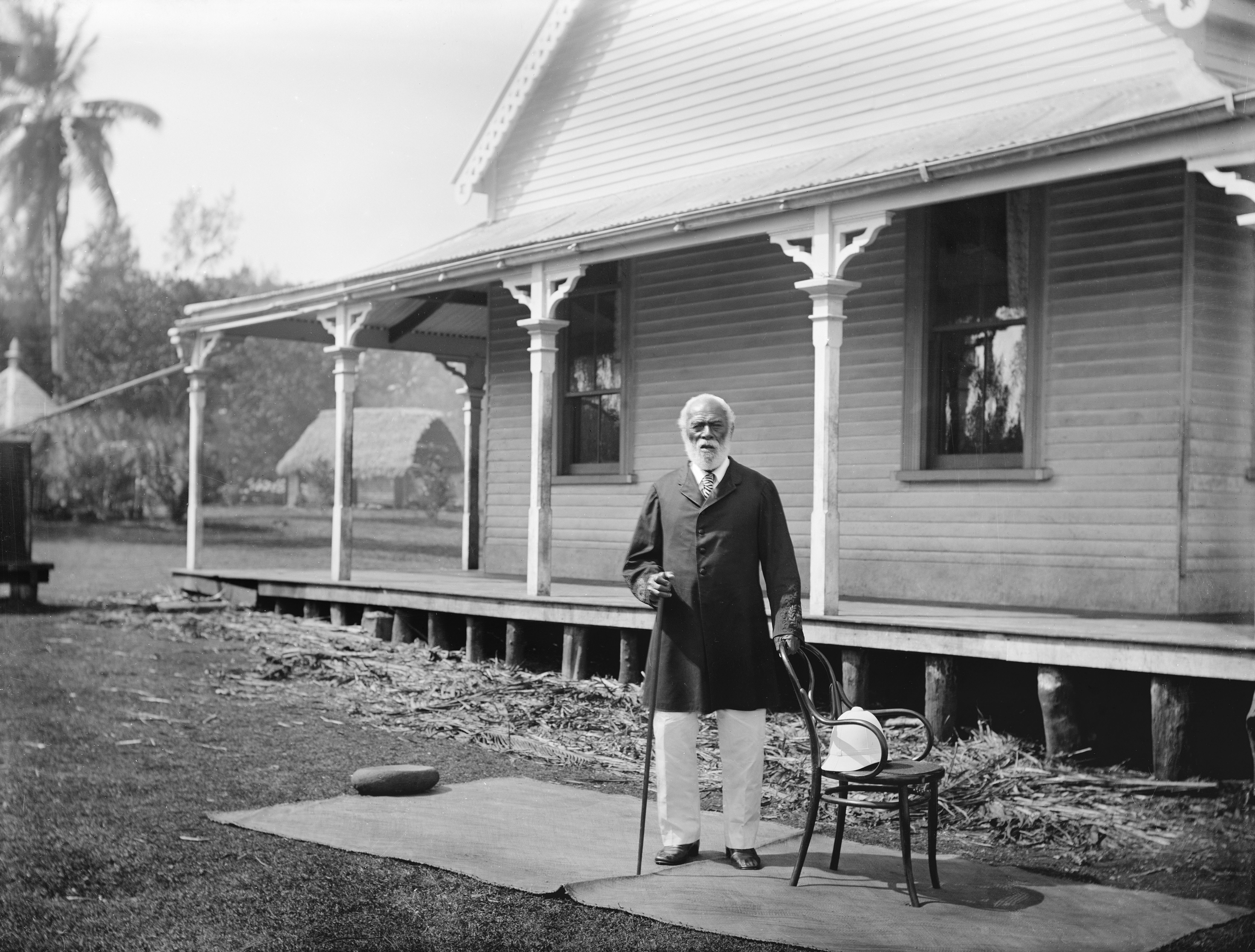
George Tupou I nel 1884.

Era altresì conosciuto come Tāufaʻāhau I, con alcuni nomi supplementari: Tupou Maeakafaua Ngininginiofolanga era il più diffuso, ma prese il nome di Siaosi (già conosciuto come Jiaoji, versione tongana di George, secondo il nome di Giorgio III d'Inghilterra) quando venne battezzato nel 1831. Il suo soprannome era Lopa-ukamea (o Lopa-ʻaione), cavo d'acciaio.

## Biografia

### I primi anni
Il luogo esatto della sua nascita e il giorno stesso in cui George Tupou venne al mondo sono ad oggi ancora incerti. Solitamente viene indicato il 4 dicembre e questa data risulta anche essere festa nazionale oggi a Tonga, ma non per il suo compleanno, bensì perché questa fu la data della sua incoronazione nel 1845, giorno in cui prese anche il nome di Tupou. Secondo la biografia egli sarebbe nato a Koloua, da Tongatapu di Tupoutoʻa, il quale aveva tentato sul finire del XVIII secolo di vedersi riconosciuto il titolo di Re di Tonga, ma senza successo, in quanto egli veniva visto come un usurpatore di basso rango della ben più potente dinastia Haʻapai, di cui probabilmente sua madre Hoamofaleono era membro.

### La guerra civile
Alla morte del padre nel 1820, egli divenne il legittimo successore delle pretese paterne, ma da lui ereditò anche i numerosi conflitti in cui era stato coinvolto con gli altri signori delle isole dell'arcipelago di Tonga, in particolare con Laufilitonga, l'ultimo Tuʻi Tonga, il quale aveva tentato di estendere il proprio ruolo di capo spirituale in una versione più politica e materiale del suo potere, venendo fortemente contrastato da Tāufaʻāhau tra gli Haʻapai. La risposta finale a questi contrasti si concluse nella Battaglia di Velata (località presso Tongoleleka) del 1826 nella quale Laufilitonga venne sconfitto, grazie anche al supporto che Moatunu (signore locale dell'isola di Ha'afeva) diede a George Tupou.
Non è chiaro ad oggi se Tāufaʻāhau fosse veramente ambizioso o volesse solo contrastare la potente dinastia Haʻapai, la cui presenza era divenuta universalmente ingombrante. Ad ogni modo, George Tupou nel 1827 esiliò Laufilitonga a Tuʻi Tonga, di modo da evitare che egli potesse invadere nuovamente le isole. Nel 1831 George Tupou venne battezzato, ed ottenne ufficialmente il nome di George di Tonga, presagendo già il titolo regale.
Le successive acquisizioni gli pervennero dalla sua vicinanza a Fīnau ʻUlukālala III, reggente di Vavaʻu, del quale ereditò i possedimenti alla sua morte nel 1833. Altra mossa che si dimostrò vincente fu quella di dedicare l'isola di Tonga al Dio cristiano a partire dal 1839, assicurandosi così il supporto dei missionari. In quegli anni, inoltre, egli prese residenza a Vavaʻu, a Veitatalo (l'attuale residenza di ʻUlukālala's), città che era tra le migliori e le più prospere dell'arcipelago, sia sotto l'aspetto economico che paesaggistico.
Le lotte però imperversarono ancora per diverso tempo ed in particolare sembrava difficile sedare i contrasti interni al paese tra i vari possidenti locali e signori. George Tupou combatté quindi ancora una volta una guerra civile contro i propri avversari, avvalendosi questa volta di valenti guerrieri inviati da Haʻapai e Vavaʻu, sino al 1845, quando anche l'ultimo dei capi riottosi venne sconfitto: a questo punto i vari signori locali non ebbero altra scelta che obbedirgli ed egli venne pertanto incoronato Re di Tonga a Kolovai il 4 dicembre. Successivamente vennero acquisiti anche i territori di Niuafoʻou, Niuatoputapu e 'Eua.
Malgrado questo, George Toupou I aveva ancora delle piccole aree da strappare al controllo dei locali, obbiettivo che venne raggiunto nel 1852 quando l'ultimo capo indipendente, il signore di Pea, gli concesse i propri possedimenti.

### Il Regno di Tonga
Il suo governo portò ad alcune novità mai viste nell'arcipelago: abolì la schiavitù a Vavaʻu nel 1835, pubblicò un codice di leggi a Vavaʻu nel 1838, la prima legge scritta di Tonga. A partire dal 4 giugno 1862 (oggi festa nazionale) egli abolì ufficialmente la schiavitù in tutto il Regno di Tonga e convocò il primo parlamento.
Egli creò Nukuʻalofa quale nuova capitale del proprio regno a partire dal 1845 (anche se risiedette a Lifuka dal 1847 al 1851). Il 4 novembre 1875 (un'altra festa nazionale) la costituzione venne promulgata ufficialmente e Tonga prese ufficialmente il titolo di Regno.
Durante il suo regno, durato 47 anni, re Giorgio Tupou I accrebbe la sua fama di uomo straordinario che contribuì a mantenerlo, ancora oggi, vivo nella memoria dei cittadini dell'arcipelago.
Alla sua morte avvenuta alla veneranda età di 95 anni salì al trono il nipote, principe Fatafehi Toutaitokotoha, con il nome di George Tupou II.